# Quận Charlton, Georgia
Quận Charlton là một quận trong tiểu bang Georgia, Hoa Kỳ. Quận lỵ đóng ở thành phố Folkston 6. Theo điều tra dân số năm 2010 của Cục điều tra dân số Hoa Kỳ, quận có dân số 12.171 người 2.

## Thông tin nhân khẩu
Theo điều tra dân số 2 năm 2000, quận đã có dân số 10.282 người, 3.342 hộ, và 2.499 gia đình sống trong quận. Mật độ dân số là 13 người cho mỗi dặm vuông (5/km ²). Có 3.859 đơn vị nhà ở với mật độ trung bình là 5 cho mỗi dặm vuông (2/km ²). Cơ cấu chủng tộc của dân cư quận gồm 68,59% người da trắng, 29,26% da đen hay Mỹ gốc Phi, 0,42% người Mỹ bản xứ, 0,34% người châu Á, 0,06% người đảo Thái Bình Dương, 0,14% từ các chủng tộc khác, và 1,21% từ hai hoặc nhiều chủng tộc. 0,79% dân số là người Hispanic hay Latino thuộc chủng tộc nào.
Có 3.342 hộ, trong đó 37,60% có trẻ em dưới 18 tuổi sống chung với họ, 55,40% là các cặp vợ chồng sống với nhau, 15,00% có chủ hộ là nữ không có mặt chồng, và 25,20% là không lập gia đình. 21,80% của tất cả các hộ gia đình đã được tạo thành từ các cá nhân và 8,50% có người sống một mình 65 tuổi trở lên đã được người. Bình quân mỗi hộ là 2,74 và cỡ gia đình trung bình là 3,20.
Trong quận có dân số có độ tuổi trải ra với 27,50% ở độ tuổi dưới 18, 10,60% 18-24, 31,70% 25-44, 20,60% 45-64, và 9,70% 65 tuổi trở lên. Tuổi trung bình là 33 năm. Cứ mỗi 100 nữ có 112,40 nam giới. Cứ mỗi 100 nữ 18 tuổi trở lên, đã có 115,60 nam giới.
Thu nhập trung bình cho một hộ gia đình trong quận đã được $ 27.869, và thu nhập trung bình cho một gia đình là $ 33.364. Nam giới có thu nhập trung bình $ 26.631 so với 17.978 $ cho phái nữ. Thu nhập bình quân đầu người đạt 12.920 Mỹ kim. Giới 17,80% gia đình và 20,90% dân số sống dưới mức nghèo khổ, trong đó có 29,10% những người dưới 18 tuổi và 20,40% có độ tuổi từ 65 trở lên.

## Thành phố và thị trấn
| - Clarking - Cypress Siding - Ferry Landing - Folkston - Homeland - Mattox - McLeods Mill - Moniac - Newell - Paxton | - Racepond - Saint George - Silver Hill - Stanley Landing - Stokesville - Toledo - Traders Hill - Uptonville - Winokur |